# Fort Saint Phillip (Luisiana)
Fort Saint Phillip o fuerte de San Felipe de Placaminas fue un fuerte novohispano fundado a finales del siglo XVIII y población en Plaquemines, Luisiana, Estados Unidos.

## Historia
Fue fundado en época de la gobernación de Luisiana española. El proyecto original data de 1787 para la protección del punta de Placcamin en el delta del Misisipi, para defender el paso hacia Nueva Orleans mediante fuego cruzado con la batería que dio origen a Fort Jackson situada en el caño de Mardigras. Fue promovido por Esteban Rodríguez Miró, gobernador de la Luisiana. Se contaba entre las propiedades explotadas por de Gilbert Antonio de Saint Maxent, acaudalado comerciante y colono francés próximo a España emparentado con Bernardo de Gálvez.
El 20 de diciembre de 1803 pasó a manos de los Estados Unidos, con la Compra de Luisiana. La fortaleza desempeñó un papel en la protección de los Estados Unidos durante la guerra anglo estadounidense, favoreciendo la derrota británica en la batalla de Nueva Orleans en 1815. El fuerte fue escenario de una batalla de doce días en abril de 1862, donde el ejército de la Unión tomó el fuerte a los sudistas el 28 durante la guerra civil estadounidense.
Actualmente, la población de Fort Saint Phillip tiene un censo de menos de veinte habitantes.

## Descripción
Situado en la orilla oriental del río Misisipi, cerca de 64 km (40 mi) río arriba de su desembocadura, accesible únicamente por vía fluvial. Se encuentra en un estado de conservación precario, expuesto a la acción de los huracanes y la erosión fluvial.
Se declaró Hito Histórico Nacional en 1960.

## Galería

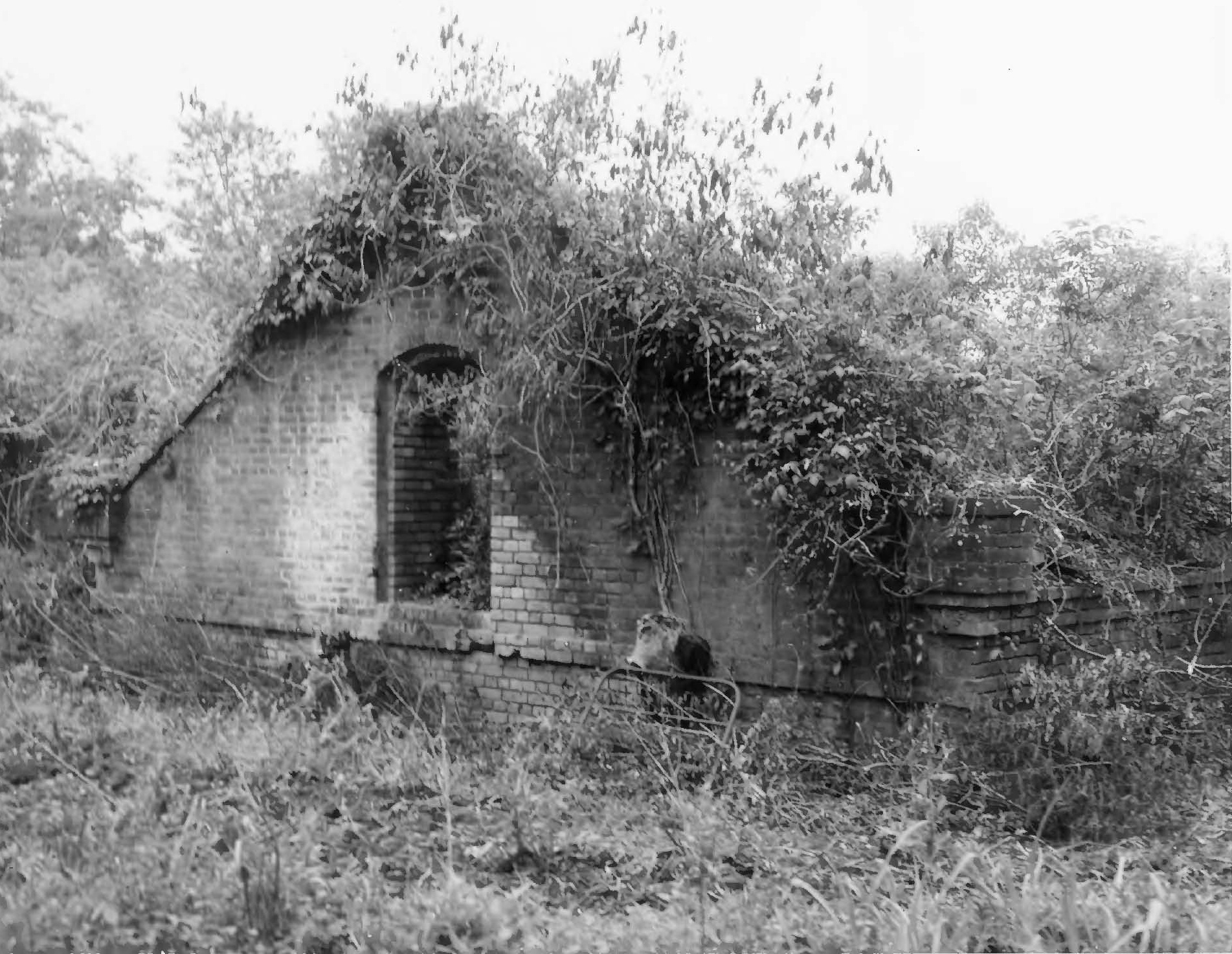
Restos del fuerte San Felipe de Placaminas
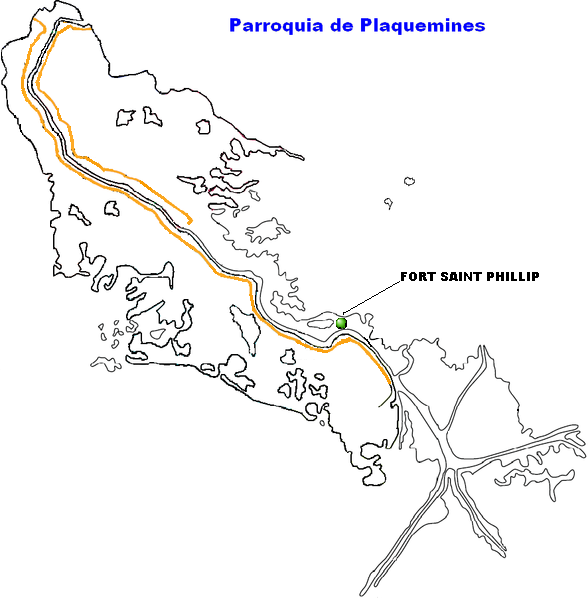
Localización de Fort Saint Phillip en el mapa de la parroquia de Plaquemines